# Rubén Vallejos
Pour les articles homonymes, voir Vallejos.
Rubén Vallejos Gajardo (né le 20 mai 1967 à Parral au Chili) est un ancien joueur et entraîneur  chilien de football.

## Biographie

### Joueur
Surnommé El Camión Vallejos pour sa force et sa puissance, il s'est imposé dans des clubs comme le Club de Deportes Antofagasta, Colo Colo, Club de Deportes Puerto Montt et Cobreloa. 
Vallejos débute dans le club de Colchagua, avant de rejoindre Magallanes, Rangers, Palestino, Cobreloa et Colo Colo, entre autres. Il a en tout joué dans trois divisions chiliennes.
Il débarque chez le géant chilien du Colo Colo en 1994, mais a connu ses heures de gloire dans le club de Cobreloa. Il est également connu pour avoir fini meilleur buteur du championnat de clôture 1997 avec le D. Puerto Montt, avec 10 buts.
Connu pour sa discipline, son sens du but et sa puissance de frappe, il met un terme à sa carrière en 2003.

### Entraîneur
Il commence sa carrière de directeur technique le 27 décembre 2005 avec son ancien club de Cobreloa. En 2008, il prend en main l'équipe une du club et dispute son premier match contre l'Universidad de Chile.
En 18 juillet 2010, il prend les rênes du Rangers de Talca en Primera B (D2).

## Palmarès
| Distinction                                                | Année         |
| ---------------------------------------------------------- | ------------- |
| Goleador (meilleur buteur) de la Primera División de Chile | 1997-Clausura |